# Jenny Lewis
Jenny Lewis, född 8 januari 1976 i Las Vegas, Nevada, är en amerikansk sångerska känd från indierockbandet Rilo Kiley. Hon har även gjort solokarriär och samarbetat med The Watson Twins. Hon var dessutom barnskådespelare i sin ungdom.

## Karriär

### Skådespelare
Lewis debuterade i en reklamfilm för Jell-O, och spelade barnroller i filmer från 1980-talet; bland annat Troop Beverly Hills, The Wizard och Välkommen till Pleasantville. Hon fortsatte som skådespelare till 2001.

### Musik
Lewis bildade 1998 bandet Rilo Kiley tillsammans med vännerna Pierre De Reeder, Blake Sennett och Dave Rock (som senare ersattes av Jason Boesel). Rilo Kiley började som ett countryband men blev sedermera ett indierockband. Albumet More Adventurous från 2004 blev ett genombrott.
2006 gav Lewis ut albumet Rabbit Fur Coat i samarbete med The Watson Twins, sångarna Chandra och Leigh Watson. 2008 utkom albumet Acid Tongue, från vilken bl.a. kan nämnas låten "Carpetbaggers", som Elvis Costello medverkar på och som framfördes live i Costellos TV-program Elvis Costello med gäster. Albumets låtar har uteslutande skrivits av Lewis och hennes dåvarande pojkvän Johnathan Rice.

## Diskografi (solo)

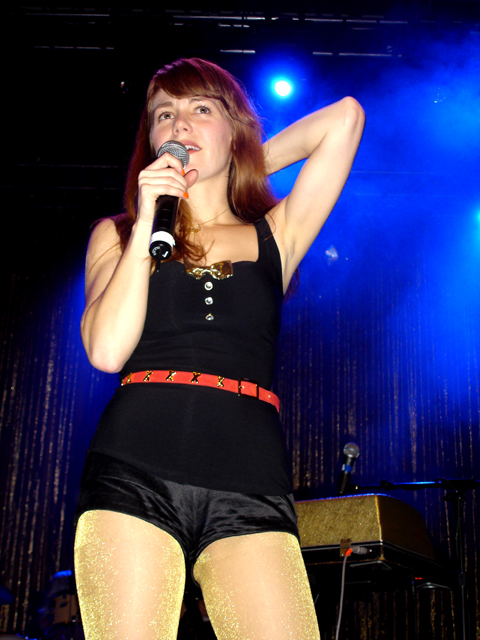
Jenny Lewis live i Las Vegas 2007.

Studiooalbum
- 2006 – Rabbit Fur Coat
- 2008 – Acid Tongue
- 2014 – The Voyager
- 2019 – On the Line
- 2023 – Joy'All

Singlar
- 2006 – "Melt Your Heart"
- 2008 – "The Next Messiah (Part 1)"
- 2009 – "Carpetbaggers"

## Filmografi (urval)
- 1987 – Trading Hearts
- 1989 – The Wizard
- 1989 – Troop Beverly Hills
- 1992 – Big Girls Don't Cry... They Get Even
- 1996 – Foxfire
- 1997 – Little Boy Blue
- 1998 – Välkommen till Pleasantville
- 2001 – Don's Plum